# Roman Șumchin
Roman Șumchin (n. 11 martie 1993) este un fotbalist moldovean, care evoluează pe postul de atacant la clubul FC Petrocub Hîncești, în Divizia Națională.
În sezonul 2015-2016 al Diviziei Naționale a debutat cu patru goluri marcate în primele opt etape.
Golul său contra Daciei Chișinău din 12 septembrie 2015 a fost declarat cel mai frumos gol al etapei a 7-a din Divizia Națională de portalul moldfootball.com.